# Enzo Cainero
Enzo Cainero (Tavagnacco, 23 agosto 1944 – Udine, 28 gennaio 2023) è stato un dirigente sportivo e calciatore italiano.

## Biografia
Commercialista di Udine, era noto soprattutto per la lunga carriera quale dirigente sportivo e di organizzatore di eventi.
Alla fine degli anni sessanta iniziò una carriera agonistica nel calcio che lo portò fino in serie A, difendendo la porta del Varese. Smessa l'attività di portiere, fu dirigente dell'Udinese Calcio, vincendo tra l'altro il campionato Primavera nel 1980-81 con una squadra ricca di grandi talenti friulani quali, tra gli altri, Luigi De Agostini, Paolo Miano Maurizio Trombetta Gianfranco Cinello e manager del Venezia Calcio del presidente Maurizio Zamparini, all'inizio degli anni novanta.
A metà degli anni ottanta, fu presidente dell'APU Udine, la maggiore realtà cestistica della provincia udinese: il suo bilancio parla di quattro campionati di serie A2 e uno in serie A1, gestendo campioni del calibro di Larry Wright, Clarence Kea, Winfred King, Marques Johnson e italiani di valore come Lorenzo Bettarini, Tiziano Lorenzon, Marco Solfrini, Achille Milani.
Negli anni successivi, restando nell'orbita della pallacanestro, vinse il primo titolo italiano over35 con la squadra di Udine.
Negli anni Duemila fu il project manager delle Universiadi di Tarvisio 2003.
Si occupò inoltre, in qualità di presidente operativo dello staff organizzativo, della Settimana Tricolore di ciclismo nel 2001, vinta tra i professionisti da Michele Bartoli, e nel 2006, terminata con il trionfo di Paolo Bettini: entrambe le edizioni furono corse sulle strade del Friuli Venezia Giulia. Nel 2003 e nel 2007 fu ideatore e protagonista delle tappe del Giro d'Italia di ciclismo terminate con l'ascesa al monte Zoncolan, entrambe vinte da Gilberto Simoni, nel 2003 su Francesco Casagrande e Stefano Garzelli, nel 2007 su Leonardo Piepoli e il lussemburghese Andy Schleck.
Nel 2008 fu candidato a sindaco di Udine per il centro-destra, ma venne sconfitto.

## Vita privata
Dal suo matrimonio con Laura ebbe due figli maschi, Andrea e Marco.
Era zio di Chiara Cainero, la prima italiana a vincere la medaglia d'oro ai Giochi della XXIX Olimpiade nella disciplina di tiro a volo.